# Claude Duret
Claude Duret (* 1565 in Moulins (Allier); † 17. September 1611) war ein französischer Gelehrter und Schriftsteller. Er schrieb Bücher als Literat, Botaniker, Politikwissenschaftler und Sprachwissenschaftler.

## Leben und Werk
Claude Duret war Gerichtspräsident in Moulins. Als Gelehrter war er in vier verschiedenen Disziplinen bewandert. Als Homme de lettres veranstaltete er eine kommentierte postume Ausgabe des barocken Werks Seconde Semaine von Du Bartas (1591). Als früher Politikwissenschaftler schrieb er ein Werk über den Niedergang der irdischen Reiche (1595). Als Botaniker und Freund von Olivier de Serres verfasste er ein reich bebildertes Werk über exotische Pflanzen mit teilweise tierähnlichem Verhalten (1605). Den größten Widerhall in der Forschung fand sein nachgelassenes Werk über die Sprachen der Erde (1613, 1619), das stark enzyklopädisch ausgerichtet war, literarische Werke und andere Informationen mit einbezog und deshalb auch als Konkurrent zu André Thevets Cosmographie universelle von 1575 gelesen werden konnte. Claude Duret starb 1611 im Alter von 45 Jahren.

## Werke

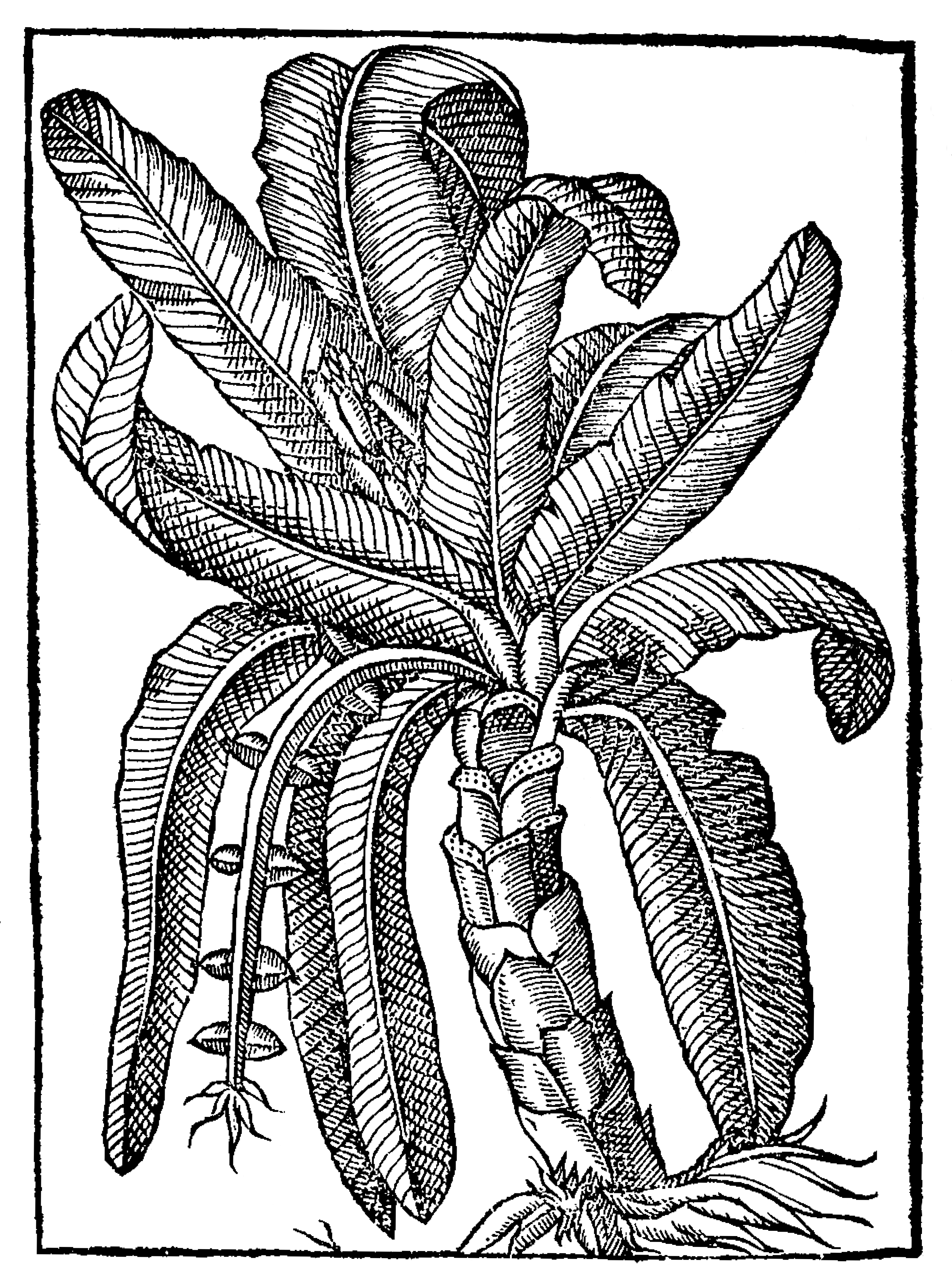
Auszug aus der Histoire admirable von 1605: Musa (Bananen)

- (Hrsg.) La Seconde Semaine de G. de Saluste, seigneur Du Bartas, reveüe par l’autheur... avec les argumens, commentaires et annotations de C. D. B. [= Claude Duret Bourbonnois]. P. Roussin, Nevers 1591.
- Discours de la verité des causes et effects des decadences, mutations, changements, conversions, & ruines des monarchies, empires, royaumes, & republiques. Lyon 1595 (Digitalisat), 2. Aufl. Lyon 1598 (Digitalisat).
- Traicté de la verité des causes et effects, des divers cours, mouvements, flux, reflux, & saleure de la Mer Oceane, Mer Mediterranee & autres mers de la terre. Paris 1600 (Digitalisat)
- Histoire admirable des plantes et herbes esmerveillables & miraculeuses en nature : mesmes d'aucunes qui sont vrays zoophytes, ou plant'-animales, plantes & animaux tout ensemble, pour avoir vie vegetative, sensitive & animale: Avec leurs portraicts au naturel, selon les histoires, descriptions, voyages, & navigations des anciens & modernes Hebrieux, Chaldees, Egyptiens, Assyriens, Armeniens, Grecs, Latins, Africains, Arabes, Nubiens, Ethyopiens, Sarrasins, Turcs, Mores, Persans, Tartares, Chinois, Indiens, Portugays, Espagnols, François, Flaments, Anglois, Polonois, Moschovites, Allemans, & autres. Paris 1605 (Digitalisat).
- Thresor de l’histoire des langues de cest univers. Contenant les origines, beautés, perfections, decadences, mutations, changemens, conversions, & ruines des langues Hebraique, Chananeenne, Samaritaine, Chaldaique, Syriaque, Egyptienne, Punique, Arabique, Sarrasine, Turquesque, Persane, Tartaresque, Africaine, Moresque, Ethiopienne, Nubienne, Abyssine, Grecque, Armenienne, Serviane, Esclavonne, Georgiane, Iacobite, Cophtite, Hetrurienne, Latine, Italienne, Cathalane, Hespagnole, Alemande, Bohemienne, Hongroise, Polonoise, Prussienne, Pomeranienne, Lithuanienne, Vualachienne, Livonienne, Russienne, Moschovitique, Gothique, Nortmande, Francique, Finnonienne, Lapponienne, Botnienne, Biarmienne, Angloise, Indienne Orientale, Chinoise, Iapanoise, Iavienne, Indienne Occidentale, Guineane nouvelle, Indienne des Terres neuves, &c. Les langues des animaux & oiseaux. Hrsg. v. Pyramus de Candolle für die Société caldorienne, Cologny 1613 (Digitalisat), 2. Aufl. Yverdon 1619 (Digitalisat). – Nachdruck Slatkine, Genf 1972